# Den dømte eskadrille
Den dømte eskadrille er en dokumentarfilm fra 1995 instrueret af Tommy Hald efter eget manuskript.

## Handling
Den 13. august 1940 angreb RAF den tysk-besatte Aalborg flyveplads med 12 Blenheim bombefly fra 82. eskadrille. Time for time rekonstrueres det dumdristige togt, hvor alle fly, på nær ét som vendte om før den danske kyst, blev skudt ned. Filmen er en medrivende dokumentar-montage med arkivfilm, stills og samtaler med nogle af vidnerne til den dramatiske luftkamp.